# 波甘卡河
波甘卡河（烏克蘭語：Поганка），是烏克蘭的河流，位於該國西部，屬於索布河的左支流，流經文尼察州，河道全長19公里，流域面積86.9平方公里，河畔城鎮有羅索沙、斯基特卡、捷克利尼夫卡和霍羅沙。